# 's-Gravelandseweg (Hilversum)
De  's-Gravelandseweg is een belangrijke straat in het noordwesten van de gemeente Hilversum in de Nederlandse provincie Noord-Holland. Er zijn zowel winkels, kantoren als woningen aan de straat, maar er ligt ook een deel buiten de bebouwde kom. De straat is vernoemd naar het lintdorp 's-Graveland waar deze weg naartoe leidt. De 's-Gravelandseweg is ongeveer 2,4 km lang.

## Verloop
De 's-Gravelandseweg begint bij de Oude Torenstraat en de Kerkbrink in het stadscentrum van Hilversum. Nabij de Schoutenstraat splitst de straat zich zodat er een plein wordt gevormd alwaar de Hilversumse Kei een plekje heeft. De straat loopt naar de Corverslaan en de Boslaan, waar hij overgaat in de Leeuwenlaan ('s-Graveland). Zijstraten van de 's-Gravelandseweg vanuit het centrum zijn: de Oude Enghweg, Melkpad, Hoge Naarderweg, Koninginneweg, Steijnlaan Trompenbergerweg, Bussumergrintweg, Wisseloordlaan, Hoflaan, Nimrodlaan, Regentesselaan en net buiten de bebouwde kom de Oude Meentweg. Terug naar het centrum: Blesboklaan, Regentesselaan, Joelaan, Groelaan, Trompenburgerlaan, Hoflaan, Geert van Mesdagweg, Laan van Vogelzang, Blijdensteinlaan, Jonkerweg, Costeruslaan, Lindenheuvel, Van der Lindenlaan, Boomberglaan, P.C. Hooftweg en de Albertus Perkstraat.
Aan de 's-Gravelandseweg 144 - oorspronkelijk een koetshuis - bevindt zich een kapel van de Remonstrantse Broederschap. Aan de weg staan tal van gemeentelijke en rijksmonumenten.

## Geschiedenis
De eerste vermelding van de weg dateert uit 1562 toen aangeduid als Droeffwichss wech. Deze naam is de een verwijzing naar de oude naam van de Trompenberg, Hooge Druve of Hooge Dreuvik. In de 18e eeuw werd de weg aangeduid met Dreuvikse Drift, 's-Gravelandsche Drift, Scheiboomseind en Schyteboomsdrift. De weg was oorspronkelijk een zandpad. In 1834 werd de weg, die deel uitmaakte van de Straatweg van 's-Graveland op Soestdijk, bestraat. In 1883 werd de naam 's-Gravelandscheweg vastgesteld.
Van 1887 tot 1923 reed er een paardentram over de 's-Gravelandseweg naar 's-Graveland. De 's-Gravelandseweg omvatte (evenals de Soestdijkerstraatweg) tolwegen; deze werden in 1936 opgeheven.

### Omroepen
Ook in 1936 opende aan de 's-Gravelandseweg (50-52) De Algemene Vereniging Radio Omroep (afgekort AVRO), de AVRO-studio 1 en in 1940 AVRO-studio 2. De VPRO bezat een zestal villa's aan de 's-Gravelandseweg, die dienstdeden als studio's en kantoorgebouwen.

### Rijksmonumenten
Rijksmonumenten aan de 's-Gravelandseweg:
nummer 41: woonhuis
46 (Minister Hartsenlaan): winkelwoningen
50-52: AVRO, met Studio 1 (1936) en 2 (1940)
55: voormalige villa, nu bibliotheek
57: voormalige villa, nu sociëteit De Unie
63-73: woningen (villa's)
144: voormalig koetshuis in chaletstijl (1898), nu remonstrantse kapel (1957)
182: voormalig tolhuis
184-186: boerderij in chaletstijl.

## Fotogalerij

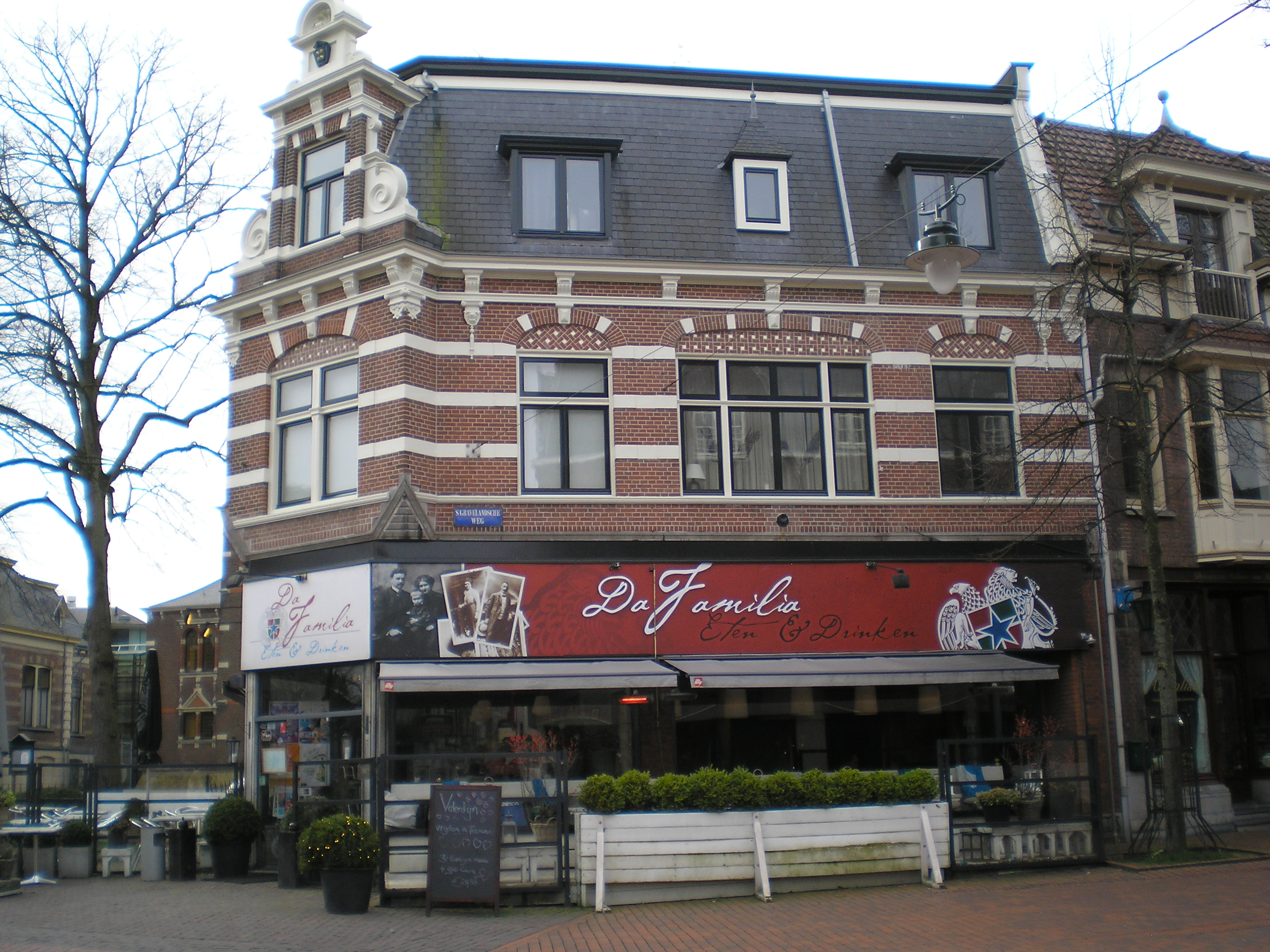
's-Gravelandseweg, hoek Kerkbrink (2)
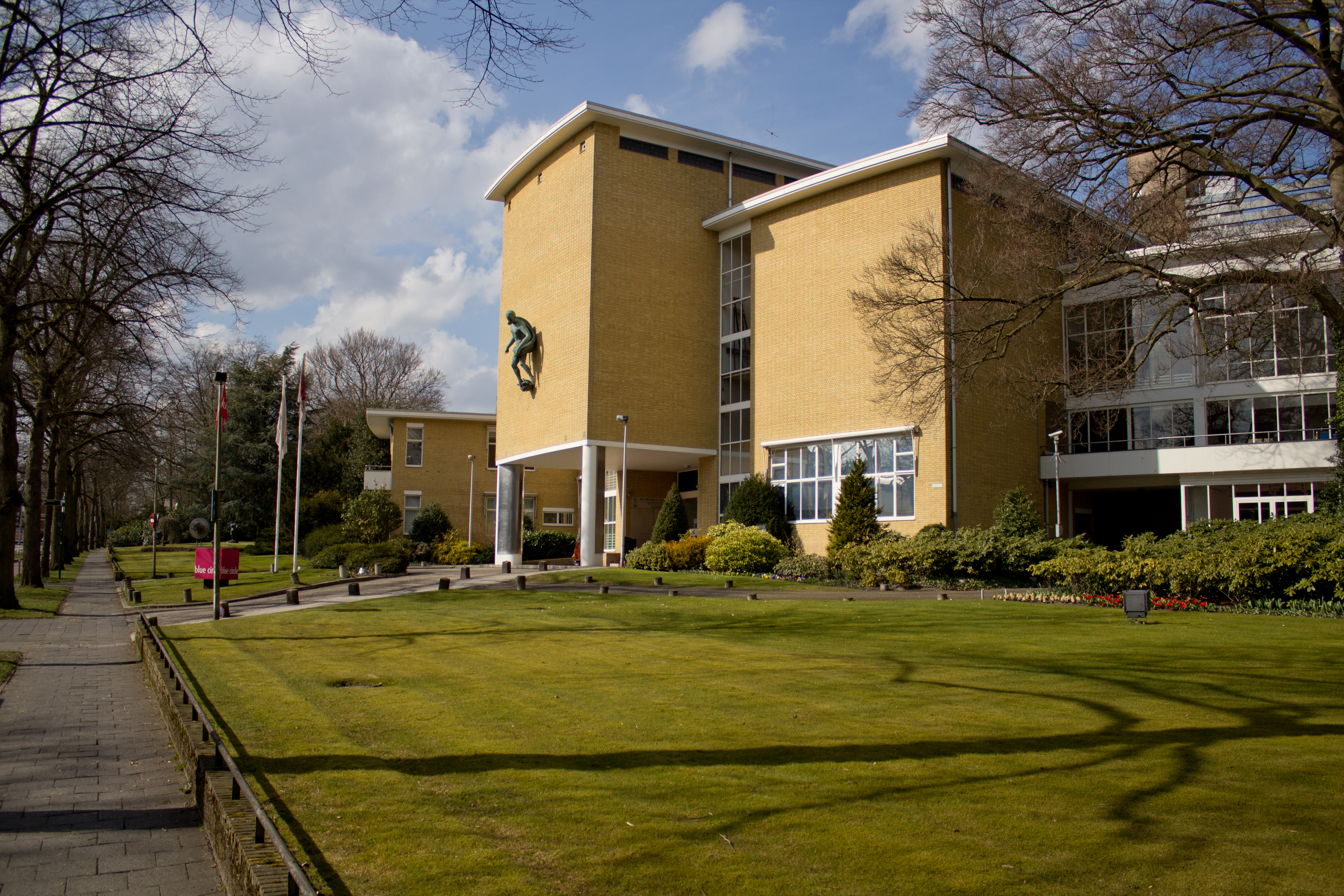
AVRO-studio 2 (52)
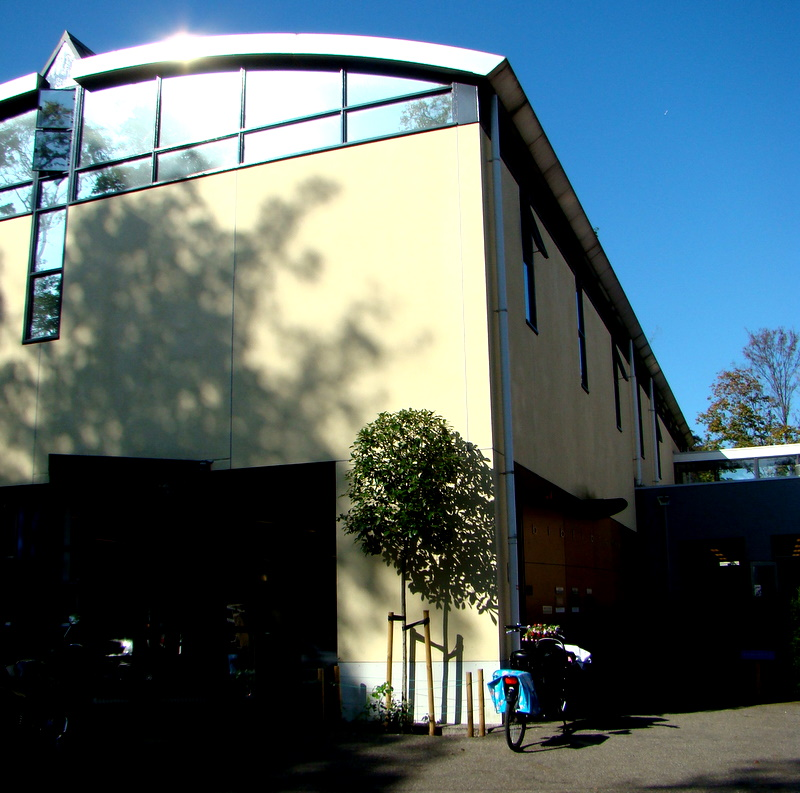
Bibliotheek aan 's-Gravelandseweg 55